# Ross Schraeder
Ross Patrick Schraeder (Denver, 24 febbraio 1983) è un ex cestista statunitense, professionista in Europa.